# Zeppelin-Staaken R.XV
Zeppelin-Staaken R.XV là một cải tiến của loại máy bay ném bom chiến lược Zeppelin-Staaken R.VI. Đây là một loại trong chuỗi máy bay ném bom cỡ lớn được gọi là Riesenflugzeugen.

## Quốc gia sử dụng
- German Empire

## Tính năng kỹ chiến thuật (Zeppelin-Staaken R.XV)
Đặc tính tổng quan
- Kíp lái: 7
- Chiều dài: 42 m (138 ft)
- Sải cánh: 42,2 m (138 ft 5 in)
- Chiều cao: 6,3 m (20 ft 8 in)
- Diện tích cánh: 332 m2 (3.570 foot vuông)
- Trọng lượng rỗng: 7.921 kg (17.463 lb)
- Trọng lượng có tải: 14.450 kg (31.857 lb)
- Động cơ: 5 × Maybach MB.IV

Hiệu suất bay
- Vận tốc hành trình: 130 km/h (81 mph; 70 kn)
- Tầm bay: 800 km (497 mi; 432 nmi)

Vũ khí trang bị